# Kabupaten Tangerang
Kabupaten Tangerang är ett kabupaten i Indonesien.   Det ligger i provinsen Banten, i den västra delen av landet, 40 km väster om huvudstaden Jakarta. Antalet invånare är 2 834 376.